# 堺自由都市文学賞
堺自由都市文学賞（さかいじゆうとしぶんがくしょう）は、日本の文学賞。単に、自由都市文学賞ともいわれる。

## 概要
1989年、堺市の市制100周年を記念して、市民文化、都市文化の振興を目的として創設された。同じく市制100周年を記念して創設された坊っちゃん文学賞とともに、自治体文学賞のさきがけとなったといわれる。主催は、堺市、財団法人堺市文化振興財団。後援は、堺市教育委員会、読売新聞大阪本社。協賛は、社団法人堺観光コンベンション協会、読売文化センターユニオン、泉北高速鉄道。主題は「都市小説」とするが、都市は「堺」に限定されず、題材についても自由。入賞作品（1点）には、副賞100万円などが、佳作作品（2点）には、副賞30万円など贈られる。応募資格は、新人およびこれに準じる者。応募条件は、日本語で書かれた未発表の作品。枚数規定は、400字詰原稿用紙50 - 100枚程度。2010年、第22回の実施をもって終了した。

## 受賞作一覧
| 回（年度）         | 応募総数 | 賞           | 受賞者       | 受賞作                           |
| ------------------ | -------- | ------------ | ------------ | -------------------------------- |
| 第1回（1989年度）  | 95編     | 入賞         | 谷川みのる   | 真夜中のニワトリ                 |
| 第1回（1989年度）  | 95編     | 佳作         | 柳谷千恵子   | 猫はいません                     |
| 第1回（1989年度）  | 95編     | 佳作         | 武宮閣之     | ホモ・ビカレンス創世記           |
| 第1回（1989年度）  | 95編     | 佳作         | 務古一郎     | 環濠の内で                       |
| 第2回（1990年度）  | 178編    | 入賞         | 直江謙継     | 暗闇の光                         |
| 第2回（1990年度）  | 178編    | 佳作         | 吉岡健       | ワンルームの砂                   |
| 第2回（1990年度）  | 178編    | 佳作         | 尾川裕子     | 積もる雪                         |
| 第2回（1990年度）  | 178編    | 奨励賞       | 文野広輝     | 濃紺のさよなら                   |
| 第3回（1991年度）  | 148編    | 入賞         | 二鬼薫子     | 一桁の前線                       |
| 第3回（1991年度）  | 148編    | 入賞         | 小木曾左今次 | 心を解く                         |
| 第3回（1991年度）  | 148編    | 佳作         | 北村周一     | 一滴の藍                         |
| 第4回（1992年度）  | 171編    | 入賞         | 川口明子     | 港湾都市                         |
| 第4回（1992年度）  | 171編    | 佳作         | 北村周一     | 犬の気焔                         |
| 第4回（1992年度）  | 171編    | 佳作         | 瀬垣維       | くじらになりたい                 |
| 第5回（1993年度）  | 190編    | 入賞         | 三咲光郎     | 大正暮色                         |
| 第5回（1993年度）  | 190編    | 入賞         | 篠貴一郎     | 風―勝負の日々―                   |
| 第6回（1994年度）  | 226編    | 入賞         | 国吉史郎     | オキナワ、夏のはじまり           |
| 第6回（1994年度）  | 226編    | 入賞         | 丹波元       | 死出の鐔                         |
| 第7回（1995年度）  | 237編    | 入賞         | 岡田京子     | まんげつ                         |
| 第7回（1995年度）  | 237編    | 佳作         | 阿久津光市   | 都忘れ                           |
| 第7回（1995年度）  | 237編    | 佳作         | 田畑茂       | 路地                             |
| 第8回（1996年度）  | 293編    | 入賞         | 風野旅人     | ピレネーの城                     |
| 第8回（1996年度）  | 293編    | 佳作         | 小田眞紀恵   | マイ・ガール                     |
| 第8回（1996年度）  | 293編    | 佳作         | 石井孝一     | 玉手橋                           |
| 第9回（1997年度）  | 344編    | 入賞         | 大西功       | 乾いた花 - 越境者・杉本良吉の妻  |
| 第9回（1997年度）  | 344編    | 佳作         | そえだひろ   | ビー玉                           |
| 第9回（1997年度）  | 344編    | 佳作         | 宗像弘之     | ケタオチ                         |
| 第10回（1998年度） | 333編    | 入賞         | 平野稜子     | 花                               |
| 第10回（1998年度） | 333編    | 佳作一席     | 小西京子     | あべ川                           |
| 第10回（1998年度） | 333編    | 佳作二席     | 恵木永       | 五郎と十郎                       |
| 第11回（1999年度） | 329編    | 入賞         | 平井杏子     | 対岸の町                         |
| 第11回（1999年度） | 329編    | 佳作         | 奥村理英     | 川に抱かれて                     |
| 第11回（1999年度） | 329編    | 佳作         | 田畑茂       | 凍蛍                             |
| 第12回（2000年度） | 309編    | 入賞         | 小林義彦     | 日月山水図屏風異聞               |
| 第12回（2000年度） | 309編    | 佳作一席     | 三宅克俊     | 草原を走る都                     |
| 第12回（2000年度） | 309編    | 佳作二席     | 王遍浬       | 人柱                             |
| 第13回（2001年度） | 263編    | 入賞         | 田畑茂       | マイ・ハウス                     |
| 第13回（2001年度） | 263編    | 佳作         | 植松二郎     | 埋み火                           |
| 第13回（2001年度） | 263編    | 佳作         | 西原健次     | 獄の海                           |
| 第14回（2002年度） | 294編    | 入賞         | 福岡さだお   | 父の場所                         |
| 第14回（2002年度） | 294編    | 佳作         | 雨神音矢     | 浅草人間縦覧所                   |
| 第15回（2003年度） | 314編    | 入賞         | 鮫島秀夫     | ソロモンの夏                     |
| 第15回（2003年度） | 314編    | 佳作         | 源高志       | トラブル街三丁目                 |
| 第15回（2003年度） | 314編    | 佳作         | 小栁義則     | ハングリー・ブルー               |
| 第16回（2004年度） | 284編    | 入賞         | 松村哲秀     | 弥勒が天から降りてきた日         |
| 第16回（2004年度） | 284編    | 佳作         | 八月万里子   | 十三詣り                         |
| 第16回（2004年度） | 284編    | 佳作         | 召田喜和子   | 万事ご吹聴                       |
| 第16回（2004年度） | 284編    | 堺市長特別賞 | 林量三       | 遼陽の夕立                       |
| 第17回（2005年度） | 304編    | 入賞         | 出口正二     | 恙虫                             |
| 第17回（2005年度） | 304編    | 佳作         | 星野泰斗     | 俺の春                           |
| 第17回（2005年度） | 304編    | 佳作         | 花井美紀     | 天満の坂道                       |
| 第17回（2005年度） | 304編    | 堺市長特別賞 | 天楓一日     | ココロのうた                     |
| 第18回（2006年度） | 254編    | 入賞         | 下川博       | 閉店まで                         |
| 第18回（2006年度） | 254編    | 佳作         | 畔地里美     | やつし屋の明り                   |
| 第18回（2006年度） | 254編    | 佳作         | 伊藤光子     | 白い部屋                         |
| 第19回（2007年度） | 274編    | 入賞         | 住太陽       | 他人の垢                         |
| 第19回（2007年度） | 274編    | 佳作         | 徳永博之     | ぬんない                         |
| 第19回（2007年度） | 274編    | 佳作         | 齊藤洋大     | 天使の取り分                     |
| 第19回（2007年度） | 274編    | 堺市長特別賞 | 有本隆敏     | 友                               |
| 第20回（2008年度） | 212編    | 入賞         | 黒崎良乃     | もう一度の青い空                 |
| 第20回（2008年度） | 212編    | 佳作         | 津川有香子   | ほな、またね、メール、するからね |
| 第20回（2008年度） | 212編    | 佳作         | 塚越淑行     | 理髪店の女                       |
| 第20回（2008年度） | 212編    | 堺市長特別賞 | 田中律子     | 裏街                             |
| 第21回（2009年度） | 332編    | 入賞         | 小川栄       | 聞きます屋・聡介                 |
| 第21回（2009年度） | 332編    | 佳作         | 松田幸緒     | 最後のともだち                   |
| 第21回（2009年度） | 332編    | 佳作         | 白井靖之     | 律子の簪                         |
| 第22回（2010年度） | 350編    | 入賞         | 星野泰司     | 俺は死事人                       |
| 第22回（2010年度） | 350編    | 佳作         | 片岡真       | 桜咲荘                           |
| 第22回（2010年度） | 350編    | 佳作         | 船越和太流   | 伊津子の切符売り                 |
| 第22回（2010年度） | 350編    | 堺市長特別賞 | 松川明彦     | うたかたのうた                   |